# And More
And more is het debuutalbum van de Nederlandse zangeres Sandra van Nieuwland. Tijdens de finale van The voice of Holland werd bekend dat Van Nieuwland  haar eerst album aan het maken was. Het album werd in Nederland officieel uitgebracht op 21 december 2012, maar het album kwam al een dag eerder online op iTunes. Op 22 december, twee dagen na de release van het album, meldden diverse media dat het album al op de eerste positie binnenkwam in de Nederlandse Album Top 100, maar het album bleek nog geheel niet in deze lijst te staan. Een week later kwam het album op de eerste plek binnen in de Album Top 100.
Het album staat vol met covers die Van Nieuwland tijdens haar deelname aan The voice of Holland zong. Hier staan ook de vier singles op waarmee ze een nummer één hit scoorde tijdens haar deelname.

## Achtergrond
And More is Van Nieuwlands eerste album. Na haar deelname aan The voice of Holland bleek Van Nieuwland ongekend populair en kon een album niet uitblijven. Van Nieuwland scoorde tijdens haar deelname aan The voice of Holland vier nummer één hits en wist zij als Nederlands artiest record-na-record te verbreken. Op 14 december 2012 werd Van Nieuwland tijdens de finale van The voice of Holland overvallen wanneer blijkt dat ze met haar single More dubbelplatina heeft vergaard, met Keep Your Head Up platina en met Beggin' en New Age goud. Dit is nog nooit een artiest(e) van Nederlandse bodem gelukt. Tegelijkertijd werd bekend dat ze bezig is met de opname(n) van haar eerste studioalbum And More, dat nog in 2012 zou moeten verschijnen. Diezelfde dag werd ook Venus als eerste officiële single uitgebracht.

### Oud materiaal
Op het album staan veel covers die Van Nieuwland tijdens haar deelname aan The voice of Holland heeft gezongen of zou gaan zingen; More, Keep your head up, Beggin', New age en Venus. Alle nummers op de laatste na werden als digitaal download aangeboden en kwamen hierdoor op de eerste plek in de hitlijsten. Venus werd uiteindelijk een week na Van Nieuwlands eliminatie bij The voice of Holland als eerste officiële single op de markt geplaatst. Ook staat A Night Like This, een cover van Caro Emerald, op het album, wat oorspronkelijk Van Nieuwlands winnaars-single zou zijn geweest.

### Nieuw materiaal
Ondanks de wens van Van Nieuwland staat het eerste album niet geheel vol nieuw en oorspronkelijk materiaal. Doordat Van Nieuwland vroegtijdig uit de show lag, mocht zij nog geen eigen nummers opnemen, produceren en zodoende uitbrengen. Naar verluidt moet de platenmaatschappij eerst met de winnaar om de tafel. Van Nieuwland mag echter wel covers uitbrengen en zodoende kwamen Van Nieuwland en 8ball Music met het idee voor een coveralbum. Er was wel ruimte voor één eigen single en dat is Love You Less, dat Van Nieuwland ook zelf schreef. Verder is Van Nieuwland op dit moment wel druk bezig met het schrijven en produceren van eigen materiaal. Deze nummers moeten op Van Nieuwlands tweede studioalbum komen die in 2013 moet uitkomen.
Oorspronkelijk zou ook een cover van Diamonds Are a Girl's Best Friend op het album komen, maar hier werd later van afgezien. Ook het nummer Broken Strings, dat Van Nieuwland zong tijdens "The Battle" was een idee om op het album te zetten, maar door het feit dat Broken Strings een duet is lieten ze dit idee varen. Er kon op korte termijn geen geschikte mannelijke zanger worden gevonden die de extra dimensie aan het album kon toevoegen. Zodoende kwam er wel een plekje vrij op het album voor een ander nummer.

## Release
And More stond eigenlijk gepland voor 21 december 2012, maar producent Tjeerd Oosterhuis was eerder klaar dan gedacht en zodoende kwam het album een dag eerder online op iTunes. Het album zou op 28 december ook als een fysieke CD worden uitbracht. Naast de elf liedjes zit er ook een speciaal boekje bij met informatie over gekozen covers en Van Nieuwland haarzelf.

### Singles
Ondanks het feit dat More, Keep your head up, Beggin' en New age al waren uitgebracht als download werd Venus op 14 december 2012 als eerste officiële single uitgebracht. De singles van The voice of Holland staan op het album dan ook gecrediteerd als "(From "The Voice of Holland")". Van Nieuwlands eerste officiële nummer wist ook op de eerste plek binnen te komen en is hierdoor Van Nieuwlands vijfde nummer één-hit.

## Tracklist
De officiële nummers op het album volgens iTunes Nederland:

| 1.                 | Venus                                           | Robbie van Leeuwen                               | Tjeerd Oosterhuis | 2:59 |
| 2.                 | Keep your head up (from "The voice of Holland") | Ben Howard                                       | Tjeerd Oosterhuis | 4:06 |
| 3.                 | Sing it back                                    | Róisín Murphy, Mark Brydon (Moloko)              | Tjeerd Oosterhuis | 4:12 |
| 4.                 | Jolene                                          | Dolly Parton                                     | Tjeerd Oosterhuis | 3:05 |
| 5.                 | A night like this                               | David Schreurs, Vince Degiorgio                  | Tjeerd Oosterhuis | 3:58 |
| 6.                 | Beggin' (from "The voice of Holland")           | Bob Gaudio, Peggy Farina                         | Tjeerd Oosterhuis | 3:26 |
| 7.                 | New age (from "The voice of Holland")           | Guy Chambers, Marlon Roudette                    | Tjeerd Oosterhuis | 3:32 |
| 8.                 | Ben                                             | Don Black, Walter Scharf                         | Tjeerd Oosterhuis | 3:29 |
| 9.                 | Time in a bottle                                | Jim Croce                                        | Tjeerd Oosterhuis | 3:45 |
| 10.                | More (from "The voice of Holland")              | Usher Raymond, Nadir Khayat, Charles Hinshaw Jr. | Tjeerd Oosterhuis | 3:22 |
| 11.                | Love you less                                   | Sandra van Nieuwland                             | Tjeerd Oosterhuis | 3:53 |
| Totale duur: 39:47 |                                                 |                                                  |                   |      |

## Hitnotering

### NederlandseAlbum Top 100
| Hitnotering: 29-12-2012 t/m 22-02-2014 | Hitnotering: 29-12-2012 t/m 22-02-2014 | Hitnotering: 29-12-2012 t/m 22-02-2014 | Hitnotering: 29-12-2012 t/m 22-02-2014 | Hitnotering: 29-12-2012 t/m 22-02-2014 | Hitnotering: 29-12-2012 t/m 22-02-2014 | Hitnotering: 29-12-2012 t/m 22-02-2014 | Hitnotering: 29-12-2012 t/m 22-02-2014 | Hitnotering: 29-12-2012 t/m 22-02-2014 | Hitnotering: 29-12-2012 t/m 22-02-2014 | Hitnotering: 29-12-2012 t/m 22-02-2014 | Hitnotering: 29-12-2012 t/m 22-02-2014 | Hitnotering: 29-12-2012 t/m 22-02-2014 | Hitnotering: 29-12-2012 t/m 22-02-2014 | Hitnotering: 29-12-2012 t/m 22-02-2014 | Hitnotering: 29-12-2012 t/m 22-02-2014 | Hitnotering: 29-12-2012 t/m 22-02-2014 | Hitnotering: 29-12-2012 t/m 22-02-2014 | Hitnotering: 29-12-2012 t/m 22-02-2014 | Hitnotering: 29-12-2012 t/m 22-02-2014 | Hitnotering: 29-12-2012 t/m 22-02-2014 | Hitnotering: 29-12-2012 t/m 22-02-2014 |
| Week:                                  | 1                                      | 2                                      | 3                                      | 4                                      | 5                                      | 6                                      | 7                                      | 8                                      | 9                                      | 10                                     | 11                                     | 12                                     | 13                                     | 14                                     | 15                                     | 16                                     | 17                                     | 18                                     | 19                                     | 20                                     | 21                                     |
| -------------------------------------- | -------------------------------------- | -------------------------------------- | -------------------------------------- | -------------------------------------- | -------------------------------------- | -------------------------------------- | -------------------------------------- | -------------------------------------- | -------------------------------------- | -------------------------------------- | -------------------------------------- | -------------------------------------- | -------------------------------------- | -------------------------------------- | -------------------------------------- | -------------------------------------- | -------------------------------------- | -------------------------------------- | -------------------------------------- | -------------------------------------- | -------------------------------------- |
| Positie:                               | 1                                      | 1                                      | 1                                      | 1                                      | 1                                      | 2                                      | 1                                      | 1                                      | 3                                      | 4                                      | 5                                      | 5                                      | 7                                      | 10                                     | 12                                     | 15                                     | 28                                     | 36                                     | 42                                     | 49                                     | 37                                     |
| Week:                                  | 22                                     | 23                                     | 24                                     | 25                                     | 26                                     | 27                                     | 28                                     | 29                                     | 30                                     | 31                                     | 32                                     | 33                                     | 34                                     | 35                                     | 36                                     | 37                                     | 38                                     | 39                                     | 40                                     | 41                                     | 42                                     |
| Positie:                               | 52                                     | 38                                     | 48                                     | 58                                     | 63                                     | 61                                     | 70                                     | 78                                     | 79                                     | 72                                     | 70                                     | 60                                     | 54                                     | 54                                     | 47                                     | 49                                     | 59                                     | 42                                     | 51                                     | 83                                     | 78                                     |
| Week:                                  | 43                                     | 44                                     | 45                                     | 46                                     | 47                                     | 48                                     | 49                                     | 50                                     | 51                                     | 52                                     | 53                                     | 54                                     | 55                                     | 56                                     | 57                                     | 58                                     | 59                                     | 60                                     | 61                                     |                                        |                                        |
| Positie:                               | 76                                     | 51                                     | 68                                     | 97                                     | 92                                     | 75                                     | 68                                     | 67                                     | 65                                     | 51                                     | 55                                     | 72                                     | 76                                     | 68                                     | 82                                     | 70                                     | 51                                     | 99                                     | 74                                     | uit                                    |                                        |